# San Juan, Portoriko
San Juan je glavni grad, istoimena općina (Municipio de la Ciudad Capital San Juan Bautista), najveća luka i najstariji grad Portorika. Prema popisu iz 2010. godine usko područje grada ima 395.326 stanovnika. Zajedno s okolnim općinama (Bayamón, Guaynabo, Cataño, Canóvanas, Caguas, Toa Alta, Toa Baja, Carolina i Trujillo Alto) grad je 2010. imao 2.478.905 stanovnika, što je skoro polovica stanovništva Portorika.
Zbog jedinstvenosti europske vojne arhitekture prilagođene lokalitetu američke luke utvrda La Fortaleza, zajedno s Starim San Juanom, je upisana na UNESCO-ov popis mjesta svjetske baštine u Americi 1983. godine.

## Povijest
Osnovali su ga španjolski kolonizatori 1509. godine. God. 1521. je dobio status grada pod imenom Ciudad de San Juan de Puerto Rico („Grad sv. Ivana od bogate luke”). To ga čini drugim najstarijim gradom u Americi, odmah poslije grada Santo Domingo u Dominikanskoj Republici.
Od 15. do 19. stoljeća oko grada je izgrađen niz obrambenih zidova i strateška utvrda radi zaštite zaljeva sv. Ivana (Bahia de San Juan). Po njima se Stari San Juan još naziva La Ciudad Amurallada („Grad okrużen zidinama”). 
San Juan je bio domaćin mnogih važnih sportskih natjecanja kao što su: Srednjoameričke i karipske igre 1966., Panameričke igre 1979., Svjetsko prvenstvo u bejzbolu (World Baseball Classic) 2009. i Specijalne olimpijske igre 2010. godine.

## Znamenitosti
Stari San Juan (šp.: Viejo San Juan) je staro naselje i povijesno središte grada San Juana, koje je od 15. do 19. stoljeća utvrđeno fortifikacijama kako bi se na strateškom mjestu Kariba zaštitio zaljev sv. Ivana (Bahia de San Juan). Najvažnije utvrde San Juana su: Fort San Felipe del Morro, Fort San Cristóbal i La Fortaleza koja je najstarija palača izvršne vlasti koja je još uvijek u uporabi u Americi.

### Luka San Juan
Luka San Juan je najveća svjetska tranzitna luka za početni ukrcaj i zadnji iskrcaj putnika za brodove za krstarenje (cruisers). 
San Juan je matična luka za najveće svjetske brodske linije kao što su: 
| - Carnival - Costa Crociere - Celebrity - Cunard | - Holland America - Princess - Royal Caribbean |

Luka San Juan je polazna točka za sljedeće destinacije:
| - Aruba - Antigva - Bahami - Barbados - Bermuda - Bonaire - Britanski Djevičanski otoci - Curaçao - Dominikanska Republika - Grenada | - Florida - Jamajka - Meksiko - Sveti Kristofor i Nevis - St. Lucia - St. Maarten - Trinidad i Tobago - Američki Djevičanski Otoci (St. Thomas, St. John i St. Croix) - Venezuela |

## Zanimljivosti
Veliki španjolski glazbeni majstor Pablo Casals se 1950. doselio u San Juan. Bio je dirigent Sinfonijskog orkestra Portorika i voditelj glazbenog konzervatorija u San Juanu. Danas se u San Juanu može posjetiti Muzej Pabla Casalsa. 
Bacardi je najveća, svjetski poznata, privatna kompanija - proizvođač alkoholnih pića. Nakon dolaska Fidel Castra na vlast u Kubi, vlasnik Bacardija seli tvornicu u San Juan. Osim poznatog Bacardi ruma, kompanija Bacardi posjeduje licencu i proizvodi i druga vrlo cijenjena pića kao što su: Grey Goose votka, Dewar's scotch, Bombay Sapphire džin(gin), Eristoff votka, Martini & Rossi vermouth i Cazadores tequila. Tvornica se može posjetiti i u njoj se može pratiti zanimljivi proces stvaranja ruma (Bacardi Rum Tour).
Poznata pop zvijezda Ricky Martin (Enrique José Martín Morales) je rodjen i odrastao u San Juanu. Veliki filmski glumci Raúl Juliá i Benicio del Toro su rodjeni i odrasli u glavnom gradu Portorika. 

## Gradovi prijatelji
- Madrid, Španjolska
- Maastricht, Nizozemska
- Honolulu, Havaji, SAD
- Cartagena de Indias, Kolumbija
- Tokio, Japan
- La Paz, Bolivija

## Vanjske poveznice
- San Juan
- San Juan Capital - službene stranice